# Leucobryum mucronifolium
Leucobryum mucronifolium là một loài rêu trong họ Dicranaceae. Loài này được A. Braun mô tả khoa học đầu tiên năm 1851.